# 阿尔萨斯机械制造公司
阿尔萨斯机械制造公司（法語：Société Alsacienne de Constructions Mécaniques，SACM）是法国一家工程机械企业，总部位于拥有雄厚工业基础传统的阿尔萨斯大区米卢斯市，主要产品包括铁路机车、柴油机、印刷及纺织机械、锅炉、枪支、采矿设备等。

## 历史
阿尔萨斯机械制造公司前身为一家纺织厂，由安德烈·克什兰（André Koechlin）于1818年创立。在他的带动下，该公司在1818年和1826之间处于米卢斯市内纺织行业的领先位置。1826年，公司参与纺织机械的设计制造，也令寇克兰获得了大量有关蒸汽机的制造知识并开始涉足铁路器材行业。至1839年，公司员工总数已经达到1800人。到1842年，成为法国国内规模最大的铁路机车制造商。
1872年，该公司与格拉芬什塔登阿尔萨斯机械制造公司（Elsässische Maschinenbau-Gesellschaft Grafenstaden）合并，正式成立了阿尔萨斯机械制造公司。此后，新公司的业务更趋多元化，产品类型包括锅炉、炼钢设备、印刷设备、压缩机、枪支和其他工程产品，至1910年公司已经拥有超过4500名员工。1928年，阿尔萨斯机械制造公司将电气工程部门分离出去，并将电气工程部门与汤姆森-休斯顿电气公司（Thomson-Houston Electric Company），成立了著名的阿尔斯通公司（Alsthom）。